# Predsjednik Sovjetskog Saveza
Predsjednik Sovjetskog Saveza je bila najviša ceremonijalna dužnost SSSR-a.

## Razvoj titule
U predrevolucionarno vrijeme Rusije 1917. godine Vladimir Iljič Lenjin donosi odluku o sazivanju Sveruskog Kongresa Sovjeta na kojem su se određivali potezi komunističke partije radi preuzimanja vlasti. Također je došlo do podjele funkcija među najvišim partijskim službenicima. Lenjin tada zadržava u svojim rukama predsjedništvo partije dok poziciju Predsjednik Centralnog Izvršnog Komiteta Sveruskog kongresa Sovjeta dobiva Lev Kamenev. Osvajanjem vlasti njegova će titula de facto postati titula predsjednika države dok će Lenjin uzeti titulu premijera, čime se odmah degradirala pozicija predsjednika na onu ceremonijalnih dužnosti.
Proglašenjem Saveza Sovjetskih Socijalističkih Republika 1922. godine stvorila se i nova predsjednička dužnost imena Predsjedatelj Centralnog Izvršnog Komiteta SSSR-a. Ta se evolucija predsjedničke dužnosti stvara kako bi osim Rusije i ostale savezne države dale najviše državne dužnosti. To zajedničko predsjedništvo će trajati de facto do rujna 1937., kada će svi predsjednici osim dvojice biti likvidirani u Staljinovim čistkama. Tu novu situaciju priznao je i Staljin, koji tada proglašava kako će nova službena titula predsjednika biti Predsjedatelj Prezidijuma Vrhovnog Sovjeta SSSR-a i da će to biti samo jedan čovjek. Ovaj će naziv predsjedničke titule trajati sve do posljednjeg predsjednika Mihaila Gorbačova, koji će ju mijenjati čak 3 puta.

## Predsjednik Centralnog Izvršnog Komiteta Sveruskog Kongresa Sovjeta
- Lav Kamenev, 9. studenog 1917. – 21. studenog 1917., podnio ostavku radi neslaganja s politikom Lenjina
- Jakov Sverdlov, 21. studenog 1917. – 16. ožujka 1919., umro u epidemiji gripe.
- Mihail Vladimirski, 16. ožujka 1919. – 30. ožujka 1919., vršitelj dužnosti
- Mihail Kalinjin, 30. ožujka 1919. – 30. prosinca 1922.

## Predsjedatelj Centralnog Izvršnog Komiteta SSSR-a
- Mihail Kalinjin, 30. prosinca 1922. – 12. siječnja 1938.
- Grigorij Petrovski, 30. prosinca 1922. – 12. siječnja 1938.
- Aleksandar Červjakov, 30. prosinca 1922. – 16. lipnja 1937., ubijen
- Nariman Narimanov, 30. prosinca 1922. – 19. ožujka 1925., predstavljao Transkavkasku SFSR. Preminuo iz nepoznatih razloga.
- Gazanfar Musabekov, 21. svibnja 1925. - lipanj 1937., predstavljao Transkavkasku SFSR. Pogubljen u čistkama.
- Nedirbaj Ajtakov, 21. svibnja 1925. – 21. srpnja 1937., pogubljen u čistkama
- Fajzula Hodžajev, 21. svibnja 1925. – 17. lipnja 1937., predstavljao Uzbekistan. Pogubljen u čistkama.
- Nusratula Lutfulajev, 18. ožujka 1931. – 4. siječnja 1934.
- Abdulo Rahimbajev, 4. siječnja 1934. - rujan 1937.

## Predsjedatelj Prezidijuma Vrhovnog Sovjeta SSSR-a
- Mihail Kalinjin, 12. siječnja 1938. – 19. ožujka 1946., podnio ostavku zbog bolesti
- Nikolaj Švernik, 19. ožujka 1946. – 6. ožujka 1953., smijenjen u borbama za vlast nakon smrti Staljina
- Kliment Vorošilov, 6. ožujka 1953. – 7. svibnja 1960., smijenjen glasovanjem Centralnog Komiteta
- Leonid Brežnjev, 7. svibnja 1960. – 15. srpnja 1964.
- Anastas Mikojan, 15. srpnja 1964. – 9. prosinca 1965., dobrovoljno podnio ostavku
- Nikolaj Podgornij, 9. prosinca 1965. – 16. lipnja 1977., smijenjen od Brežnjeva
- Leonid Brežnjev, 16. lipnja 1977. – 10. studenog 1982., umro na dužnosti.
- Vasilij Kuznjecov, 10. studenog 1982. – 16. lipnja 1983., vršitelj dužnosti.
- Juri Andropov, 16. lipnja 1983. – 9. veljače 1984., umro na dužnosti
- Vasilij Kuznjecov, 9. veljače 1984. – 11. travnja 1984., vršitelj dužnosti
- Konstantin Černenko, 11. travnja 1984. – 10. ožujka 1985., umro na dužnosti.
- Vasilij Kuznjecov, 10. ožujka 1985. – 27. srpnja 1985., vršitelj dužnosti.
- Andrej Gromyko, 27. srpnja 1985. – 1. listopada 1988., smijenjen od Gorbačova
- Mihail Gorbačov, 1. listopada 1988. – 25. svibnja 1989.

## Predsjednik Vrhovnog Sovjeta SSSR-a
- Mihail Gorbačov, 25. svibnja 1989. – 15. ožujka 1990.

## Predsjednik SSSR-a
- Mihail Gorbačov, 15. ožujka 1990. – 25. prosinca 1991., ukidanje Saveza Sovjetskih Socijalističkih Republika
- Genadij Janajev, 19. kolovoza 1991. – 21. kolovoza 1991., predsjednik tijekom svrgavanja Gorbačova.